# Wola Krzywiecka (Subcarpacia)
Wola Krzywiecka [pronunciación en polaco: /ˈvɔla kʂɨˈvjɛt͡ska/] es un pueblo ubicado en el distrito administrativo de Gmina Krzywcza, dentro del Condado de Przemyśl, Voivodato de Subcarpacia, en el sur de Polonia oriental. Se encuentra aproximadamente a 4 kilómetros al noreste de Krzywcza, a 14 kilómetros al oeste de Przemyśl, y a 48 kilómetros al sureste de la capital regional Rzeszów.